# Aulacomniaceae
Aulacomniaceae, porodica pravih mahovina, tradicionalno pripadala redu Rhizogoniales., danas smještena u novi vlastiti red Aulacomniales.
Na popisu su 3 roda.

## Rodovi
1. Aulacomnium Schwägr.
2. Hymenodontopsis Herzog
3. Mesochaete Lindb.